# Pūnch
Pūnch är en ort i Indien.   Den ligger i unionsterritoriet Jammu och Kashmir, i den norra delen av landet, 600 km nordväst om huvudstaden New Delhi. Pūnch ligger 999 meter över havet och antalet invånare är 28 197.
Terrängen runt Pūnch är kuperad åt sydväst, men åt nordost är den bergig. Pūnch ligger nere i en dal. Runt Pūnch är det ganska tätbefolkat, med 230 invånare per kvadratkilometer. Det finns inga andra samhällen i närheten. Trakten runt Pūnch består till största delen av jordbruksmark.